# Liste der Baudenkmale in Manakau
Die Liste der Baudenkmale in Manakau umfasst alle vom New Zealand Historic Places Trust (NZHPT) als „Historic Place“ oder „Historic Area“ eingestuften Baudenkmale und Flächendenkmale der neuseeländischen Ortschaft Manakau. Die Angaben stammen aus dem Register des NZHPT. Die Bezeichnungen der Baudenkmale orientieren sich an diesem Register. In die Liste werden auch bekannte Wahi Tapu (Area), kulturell und religiös bedeutsame Stätten und Gebiete der Māori, aufgenommen. Sie werden jedoch meist nicht publiziert.

| Bild | Bezeichnung                   | Ort     | Anschrift                     | Beschreibung                           | Bauzeit | Eintrag           | Nummer | Kat. |
| ---- | ----------------------------- | ------- | ----------------------------- | -------------------------------------- | ------- | ----------------- | ------ | ---- |
| BW   | Methodist Church (Former)     | Manakau | 1104 State Highway 1 Karte    | Kirche, ehemalige methodistische       | 1918    | 5. September 1985 | 4051   | 2    |
| BW   | Post Office (Former)          | Manakau | 33 Honi Taipua Street Karte   | Haus                                   | 1907    | 5. September 1985 | 4063   | 2    |
| BW   | Manakau School                | Manakau | Mokena Kohere Street Karte    | Schulhaus                              | n.a.    | 5. September 1985 | 4064   | 2    |
| BW   | Manakau War Memorial          | Manakau | Honi Taipua Street Karte      | Kriegsdenkmal für den Ersten Weltkrieg | n.a.    | 5. September 1985 | 4065   | 2    |
| BW   | St Andrew's Church (Anglican) | Manakau | 23 Mokena Kohere Street Karte | Kirche, anglikanische                  | n.a.    | 5. September 1985 | 4070   | 2    |